# Beépített öregúr
A Beépített öregúr (eredeti cím: A Man on the Inside) 2024-től vetített amerikai vígjátéksorozat, amelyet Michael Schur készített, 2020-as Kedves kém című dokumentumfilm alapján. A főbb szerepekben Ted Danson, Mary Elizabeth Ellis, Lilah Richcreek Estrada, Stephanie Beatriz és Mary Steenburgen látható.
Az Amerikai Egyesült Államokban és Magyarországon 2024. november 21-én mutatta be a Netflix.
2024 decemberében berendelték a második évadot.

## Ismertető
Charles Nieuwendyk, özvegy és nyugdíjas mérnöktanár, magányosan és egyhangú napi rutinban éli életét felesége halála óta. Lánya, Emily, aggódik édesapja elszigeteltsége miatt, és arra biztatja, hogy találjon egy új elfoglaltságot, ami új lendületet adhat az életének. Egy nap Charles belebotlik egy újsághirdetésbe, amely idős embert keres egy magánnyomozói megbízatásra, titkos beépített szerepre. A szokatlan lehetőség felkelti érdeklődését, ez lehet az a változás, amit keresett.

## Szereplők

### Főszereplők
| Szerep             | Színész                 | Magyar hang     | Leírása |
| ------------------ | ----------------------- | --------------- | --- |
| Charles Nieuwendyk | Ted Danson              | Ujréti László   | Özvegy és nyugdíjas főiskolai mérnöktanár, aki elvállal egy munkát egy magándetektív asszisztenseként. Beépített szerepben kell dolgoznia a Pacific View Idősek Otthonában San Franciscóban, hogy kiderítse, hova tűnt egy eltűnt rubin nyaklánc. |
| Emily              | Mary Elizabeth Ellis    | Németh Kriszta  | Charles lánya, aki Sacramentoban él férjével, Joel Piñeróval, és három tinédzser fiukkal. |
| Julie              | Lilah Richcreek Estrada | Szilágyi Csenge | A Kovalenko Investigations magánnyomozó irodához tartozó magándetektív, aki felbéreli Charlest az ügy megoldására. |
| Didi               | Stephanie Beatriz       | Németh Borbála  | A Pacific View Idősek Otthona vezető igazgatója. |
| Mona Margadoff     | Mary Steenburgen        |                 | |

### Mellékszereplők
| Szerep                       | Színész                    | Magyar hang           | Leírás                                                                                         |
| ---------------------------- | -------------------------- | --------------------- | ---------------------------------------------------------------------------------------------- |
| Joel Piñero                  | Eugene Cordero             | Varga Rókus           | Emily férje.                                                                                   |
| Virginia Foldau              | Sally Struthers            | Farkasinszky Edit     | Az idősek otthona lakói                                                                        |
| Elliott Haverhill            | John Getz                  | Kassai Károly         | Az idősek otthona lakói                                                                        |
| Beverly Bankl                | Veronica Cartwright        | Solecki Janka         | Az idősek otthona lakói                                                                        |
| Grant Yokohama               | Clyde Kusatsu              | Kajtár Róbert         | Az idősek otthona lakói                                                                        |
| Evan Cubbler                 | Marc Evan Jackson          |                       | Julia ügyfele.                                                                                 |
| Megan Chagughlaight-Accourse | Kerry O’Malley             | Czifra Krisztina      | Julie asszisztense a Kovalenko Investigations-nál.                                             |
| Florence Joanne Whistbrook   | Margaret Avery             | Makay Andrea          | Virginia legjobb barátja a Pacific View Idősek Otthonában.                                     |
| Gladys Montrose              | Susan Ruttan               | Menszátor Magdolna    | Charles szomszédja a Pacific View Idősek Otthonában, aki korábban jelmeztervezőként dolgozott. |
| Jaylen LaMont                | Miles Fowler               | Penke Bence           | A Pacific View Idősek Otthona egyik dolgozója.                                                 |
| Calbert Graham               | Stephen McKinley Henderson | Törköly Levente       | Magányos lakó a Pacific View Idősek Otthonában, akivel Charles barátságot köt.                 |
| Susan Yang                   | Lori Tan Chinn             | Zsurzs Kati           | A Pacific View Idősek Otthona lakóinak tanácselnöke.                                           |
| Beatrice Vanbeck             | Jama Williamson            | Kassai Károly         | A Pacific View Idősek Otthona programfelelőse.                                                 |
| Rick Whuzmarc                | Nelson Franklin            | Bognár Tamás          | A Pacific View Idősek Otthona vállalati adminisztrátora.                                       |
| Jace Nieuwendyk-Piñero       | Deuce Basco                | Prokopiusz Gergely    | Emily fiai.                                                                                    |
| Nico Nieuwendyk-Piñero       | Lincoln Lambert            | Kovács András Bátor   | Emily fiai.                                                                                    |
| Wyatt Nieuwendyk-Piñero      | Wyatt Yang                 | Holló-Zsadányi Norman | Emily fiai.                                                                                    |

### Magyar változat
- Magyar szöveg: Gecse Attila
- Felvevő hangmérnök: Bokk Tamás
- Hangmérnök: Bogdán Gergő
- Vágó: Baltazár Boldizsár
- Gyártásvezető: Derzsi Kovács Éva
- Szinkronrendező: Juhász Anna
- Produkciós vezető: Felföldi Anna

A szinkront az Iyuno Hungary készítette.

## Epizódok
| Sor. | Év. | Cím                                                                                              | Rendező        | Író                              | Premier            |
| ---- | --- | ------------------------------------------------------------------------------------------------ | -------------- | -------------------------------- | ------------------ |
| 1.   | 1.  | Suszter, szabó, öreg kém (Tinker Tailor Older Spy)                                               | Michael Schur  | Michael Schur                    | 2024. november 21. |
| 2.   | 2.  | Az ember, aki túl sokat tudott a hidakról (The Man Who Knew Too Much About Bridges)              | Morgan Sackett | Sylvia Batey Alcalá              | 2024. november 21. |
| 3.   | 3.  | Emily mindig kétszer csenget (The Emily Always Rings Twice)                                      | Rebecca Asher  | Hayley Frazier és Emalee Burditt | 2024. november 21. |
| 4.   | 4.  | A kutya különös esete a festőtanfolyamon (The Curious Incident of the Dog in the Painting Class) | Rebecca Asher  | Bridget Stinson                  | 2024. november 21. |
| 5.   | 5.  | Az ajándékok ideje (Presents and Clear Danger)                                                   | Anu Valia      | Janet Leahy és Alex Farber       | 2024. november 21. |
| 6.   | 6.  | Sacramentói emberünk (Our Man in Sacramento)                                                     | Anu Valia      | Karen Chee                       | 2024. november 21. |
| 7.   | 7.  | A Russian Hillről szeretettel (From Russian Hill with Love)                                      | Morgan Sackett | Lisa Muse Bryant                 | 2024. november 21. |
| 8.   | 8.  | A kém, aki bejött a hidegről (The Spy Who Came in from the Cold)                                 | Michael Schur  | Dan Schofield                    | 2024. november 21. |

## A sorozat készítése
Mike Schur és producer partnere, Morgan Sackett korábban az 1989-es Baseball álmok című film tévés adaptációján dolgoztak a Peacock számára. A sorozat azonban nem került megvalósításra, ezért Sackett küldött egy e-mailt Schurnak, amelyben megkérdezte, látta-e már a Kedves kém című filmet, és javasolta, hogy abból készítsenek tévésorozatot. Ebben az e-mailben Sackett azt is felvetette, hogy Ted Danson játssza a főszerepet.
2023 márciusában bejelentették, hogy Danson lesz a sorozat főszereplője. A többi szereplőt 2024 februárjában jelentették be; ekkor a sorozat még A Classic Spy címen futott. A forgatás San Franciscóban és a Russian River menti vörösfenyvesekben zajlott, miközben a stáb és a szereplők a Fairmont hotelben szálltak meg, ugyanabban az időben, amikor az Egyesült Államok elnöke, Joe Biden is ott tartózkodott. San Francisco-ban kizárólag a külső felvételeket vették fel, kivéve egy belső jelenetet a Piazza Pellegrini étteremben. Augusztusban a Netflix bemutatta az első képeket a sorozatból. 2025 márciusában bejelentették, hogy Danson valódi felesége, Mary Steenburgen főszerepet kap a második évadban.